# Pleuse
Pleuse ist ein Ortsteil von Hückeswagen im Oberbergischen Kreis im Regierungsbezirk Köln in Nordrhein-Westfalen (Deutschland).

## Lage und Beschreibung
Pleuse liegt im nordöstlichen Hückeswagen nahe Radevormwald. Nachbarorte sind Marke, Niederdahlhausen, Herweg, Heinhausen, Fockenhausen, Oberbeck und Scheuer. Die Ortschaft ist über eine öffentliche Zufahrtsstraße erreichbar, die zwischen Herweg und Marke von Bundesstraße 483 (B483) abzweigt.
Zwischen Pleuse und Fockenhausen entspringt der Fockenhäuser Bach, ein Zufluss des Scheuerbachs.

## Geschichte
1498 wurde der Ort das erste Mal in Kirchenrechnungen urkundlich erwähnt. Schreibweise der Erstnennung: op der Pleusen. Die Karte Topographia Ducatus Montani aus dem Jahre 1715 zeigt den Hof als Pleüse. Im 18. Jahrhundert gehörte der Ort zum bergischen Amt Bornefeld-Hückeswagen.
1815/16 lebten 23 Einwohner im Ort. 1832 gehörte Pleuse der Herdingsfelder Honschaft an, die ein Teil der Hückeswagener Außenbürgerschaft innerhalb der Bürgermeisterei Hückeswagen war. Der laut der Statistik und Topographie des Regierungsbezirks Düsseldorf als Weiler kategorisierte Ort besaß zu dieser Zeit vier Wohnhäuser und vier landwirtschaftliche Gebäude. Zu dieser Zeit lebten 27 Einwohner im Ort, allesamt evangelischen Glaubens.
Im Gemeindelexikon für die Provinz Rheinland werden 1885 sieben Wohnhäuser mit 41 Einwohnern angegeben. Der Ort gehörte zu dieser Zeit zur Landgemeinde Neuhückeswagen innerhalb des Kreises Lennep. 1895 besitzt der Ort sechs Wohnhäuser mit 46 Einwohnern, 1905 sechs Wohnhäuser und 41 Einwohner.